# Santuario di Santa Maria della Rotonda
(Leonardo Nocera)
Il santuario di Santa Maria della Rotonda è il più importante luogo di culto cattolico della città di Albano Laziale, in provincia di Roma, nell'area dei Castelli Romani.
Il santuario occupa un antico edificio rotondo di costruzione romana risalente al I secolo, ricollegabile alla villa di Domiziano a Castel Gandolfo, che fu anticamente un ninfeo o, secondo altre ipotesi, un tempio. L'edificio venne convertito ad uso cristiano all'epoca di Costantino il Grande o nel periodo tra il IX e l'XI secolo.
Probabilmente gestito nei primi secoli della sua esistenza da religiosi di rito bizantino, fu retto da suore agostiniane dal Trecento fino al 1444 e in seguito venne assegnato ai religiosi girolamini della basilica dei Santi Bonifacio ed Alessio all'Aventino in Roma, che lo tennero fino al 1663, anno in cui il santuario fu acquistato dalla diocesi suburbicaria di Albano allo scopo di installarvi il seminario vescovile. Tra il 1708 ed il 1799 la direzione del seminario e del santuario passò ai padri Scolopi. Da allora, il santuario è di proprietà diocesana ed è aggregato alla parrocchia della basilica cattedrale di San Pancrazio. Oggi è schedato tra i monumenti architettonici tutelati del Lazio.

## Storia

### L'uso pagano

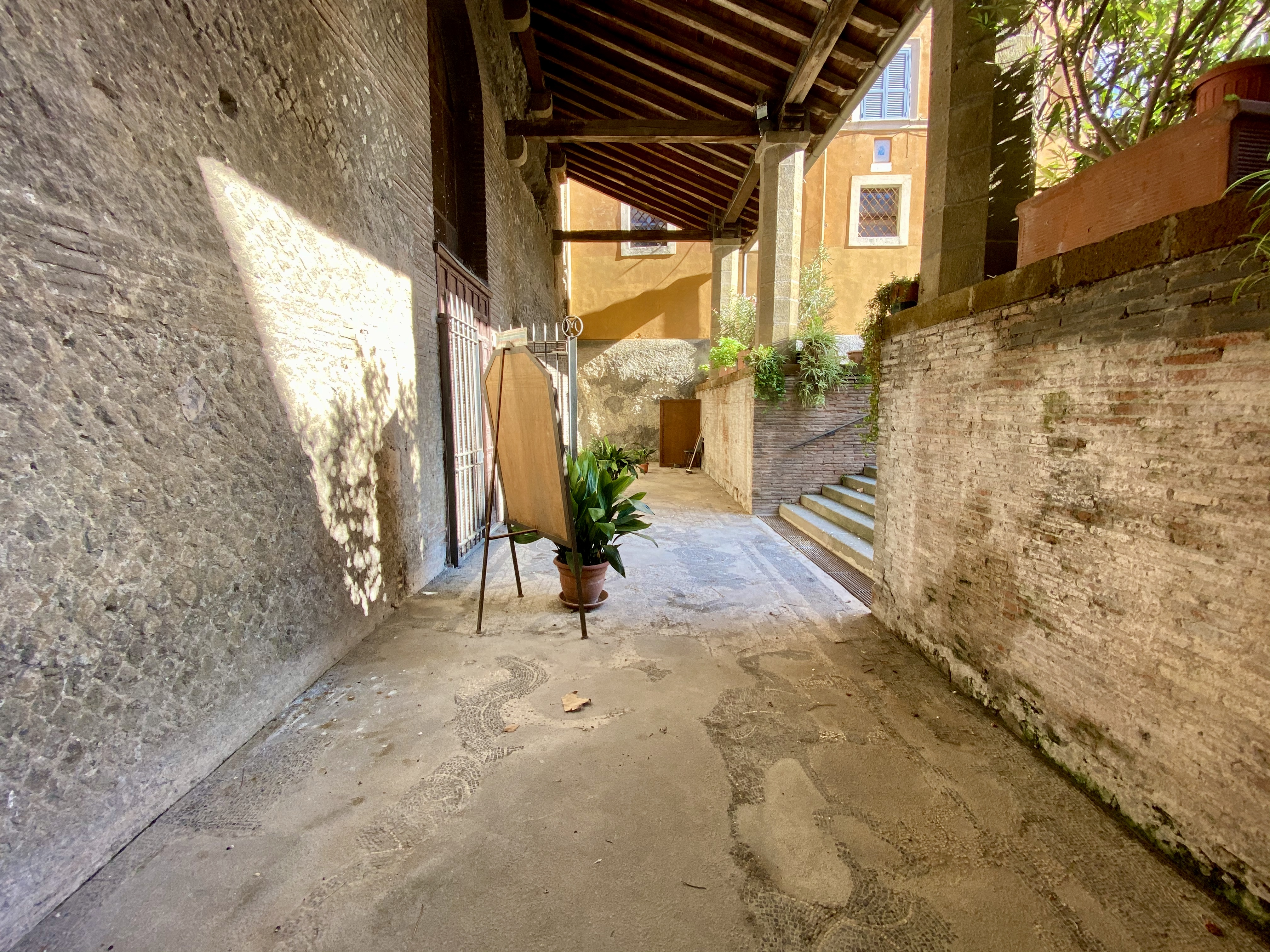
Il nartece del santuario, con le tracce del mosaico romano.

La costruzione dell'edificio a pianta perfettamente cubica all'interno della quale è inscritta una sfera, che in seguito sarà adibito a santuario, viene collocata da tutti gli studiosi in età imperiale, sotto il principato di Tito Flavio Domiziano (81 - 96).
Tuttavia, sorgono divergenze sulla funzione che avesse questa struttura così imponente nel complesso della monumentale villa di Domiziano a Castel Gandolfo, che abbracciava praticamente l'intero cratere del Lago Albano ed aveva il suo centro residenziale in corrispondenza dell'attuale Villa Barberini, nel complesso extra-territoriale delle ville pontificie di Castel Gandolfo. La tradizione sosteneva che l'edificio fosse stato concepito come tempio dedicato alla dea Minerva, poiché l'imperatore Domiziano era molto devoto a tale divinità ed è attestato da alcuni autori classici che nell'Albanum Domitiani -ovvero nella villa domizianea- si celebravano le Quinquatria, solenni feste in onore di Minerva:
(Gaio Svetonio Tranquillo, De vita XII Caesarum - Vita Domitiani, VIII, 4.)
L'archeologo Giovanni Battista de Rossi sostenne che l'edificio fosse un tempio dedicato al Sole ed alla Luna -Solis et Lunae-, ma lo studioso Giuseppe Lugli afferma che non aveva potuto appurare perché il de Rossi avesse fatto questa affermazione, ed in più sostiene che l'edificio non ha la pianta di un tempio romano ed inoltre non poteva neppure essere un impianto termale, ma, procedendo ad un confronto con altri edifici romani a pianta circolare inscritta in un quadrato, arriva alla conclusione che il santuario della Rotonda in età domizianea nacque come ninfeo.
L'opinione moderna più comune, alla luce degli scavi archeologici e dei restauri del 1935-1938, è proprio che la costruzione sia stata un ninfeo isolato ai margini della tenuta imperiale.
Con la fondazione dei Castra Albana (gli accampamenti fortificati della Legio II Parthica, sorti attorno al 197 durante il principato dell'imperatore Settimio Severo), l'antico ninfeo venne riadattato probabilmente a luogo di culto pagano: ciò sarebbe testimoniato da un'ara di culto in peperino ritrovata durante gli scavi del 1935-1938 al livello del pavimento severiano, leggermente rialzato rispetto a quello domizianeo. Dopo l'età severiana, con il crollo di alcuni edifici circostanti e l'abbandono progressivo, il futuro santuario iniziò ad interrarsi progressivamente. Nel corso dello sterro degli anni trenta, venne ritrovato uno strato di terra mista a semi di grano: ciò farebbe pensare ad una sopravvivenza di culto pagano negli ultimi secoli dell'impero ed escluderebbe che sia immediatamente avvenuta la consacrazione a chiesa cristiana al tempo di Costantino il Grande. Quest'ultima avrebbe avuto luogo solo più tardi, ad opera di religiosi orientali attorno all'VIII secolo.

### L'uso cristiano

#### Dalla prima consacrazione al Trecento
(Giovanni Antonio Ricci)

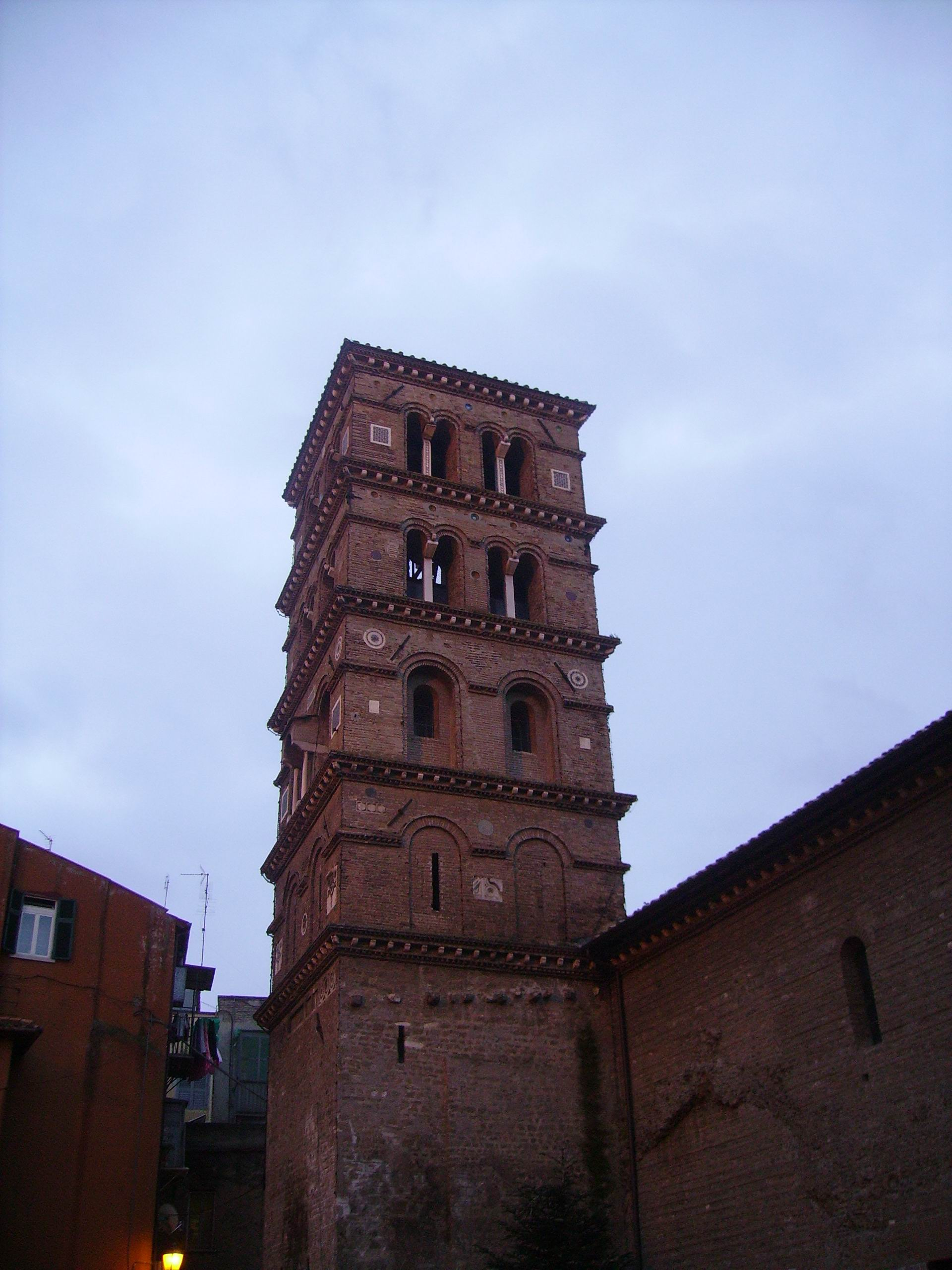
Il campanile romanico della chiesa di San Pietro ad Albano Laziale, sostanzialmente identico -fuorché nelle dimensioni- al campanile della Rotonda.

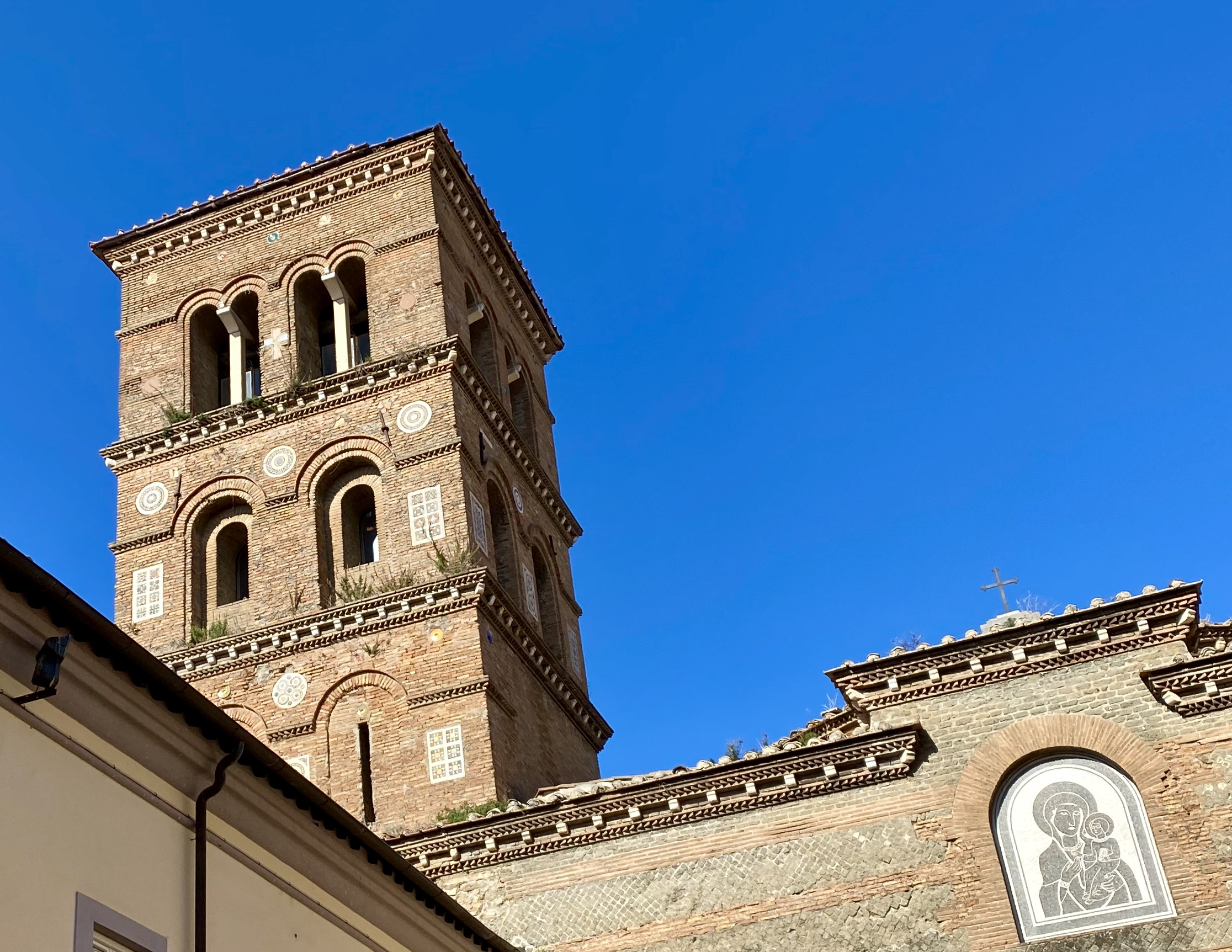
Particolare del campanile del santuario della Rotonda (novembre 2020).

È opinione diffusa che il santuario cristiano venne fondato da religiosi di rito orientale dediti all'iconodulia fuggiti dall'Impero bizantino in un'epoca in cui imperversava l'iconoclastia. A tutti gli effetti, l'immagine della Madonna della Rotonda è un'opera occidentale databile tra VI ed VIII secolo o tra l'XI ed il XII secolo; e i primi reperti di età medioevale rinvenuti durante gli scavi archeologici nel santuario sono frammenti di decorazione marmorea a treccia riferibili al periodo tra il IX ed il X secolo.
La prima consacrazione del santuario di cui si abbia memoria avvenne ad ogni modo il 7 dicembre 1060, regnante papa Niccolò II: la chiesa venne intitolata in greco antico alla Santissima Madre di Dio. Nella consacrazione, il cardinale vescovo Bonifacio con l'arcidiacono Gregorio si premurarono di far murare nell'altare maggiore del santuario un frammento di carta a memoria della consacrazione stessa, assieme a numerose reliquie appartenenti a san Savino, san Silvestro I papa ed ai santi Giovanni e Paolo. Il frammento cartaceo, assieme alle reliquie e ad una lapide marmorea con un'iscrizione in greco antico, venne rinvenuto durante la ricognizione dell'altare effettuata prima della seconda consacrazione del santuario, nel 1316.
Tuttavia, il documento ufficiale più antico in cui viene menzionato il santuario di Santa Maria della Rotonda è una lettera di papa Celestino III del 16 dicembre 1195, nella quale si parla di un terreno «positi in territorio Albanensi in Caccabellis» confinante su un lato con «S. Maria Rotunda de Albano».
Non è chiaro chi gestisse il santuario in questo periodo. Il Galletti ha ipotizzato con cautela che il santuario potesse essere appartenuto all'abbazia di Santa Maria di Grottaferrata, che aveva numerosi beni nel territorio albanense; tuttavia, stando al materiale di archivio superstite, si può pensare che la chiesa fosse retta all'inizio del Duecento da un arciprete alle dipendenze della diocesi suburbicaria di Albano e all'inizio del Trecento da un cappellano alle dipendenze delle suore agostiniane.
L'8 settembre 1316 il santuario venne nuovamente consacrato, dietro richiesta della badessa del convento delle suore agostiniane, suor Agnese. La celebrazione, in occasione della quale venne effettuata una ricognizione delle reliquie poste nel 1060 all'interno dell'altare maggiore, fu presieduta da Nicola vescovo di Tortiboli.
Il santuario, nel corso di tutto il Trecento, fu oggetto di abbondanti donazioni da parte di gente comune, ed anche di cittadini romani, che arricchirono indiscutibilmente la comunità di suore che lo reggeva.
Fu così che nel 1369 sorse una controversia tra il libero comune di Velletri da una parte, e dall'altra i monaci guglielmini della chiesa di San Paolo e le suore agostiniane della Rotonda, appoggiati entrambi dal cardinale vescovo di Albano, Angelique de Grimoard de Grisac. I due conventi infatti accusavano i velletrani di averli saccheggiati -ignoriamo il motivo- e pretendevano un risarcimento. Papa Urbano V, da Avignone, nominò il cardinale vescovo di Sabina Guillaume d'Aigrefeuille il Giovane giudice commissario per indagare sulla vicenda: ignoriamo come sia terminata la controversia.

#### Dal Quattrocento al Seicento

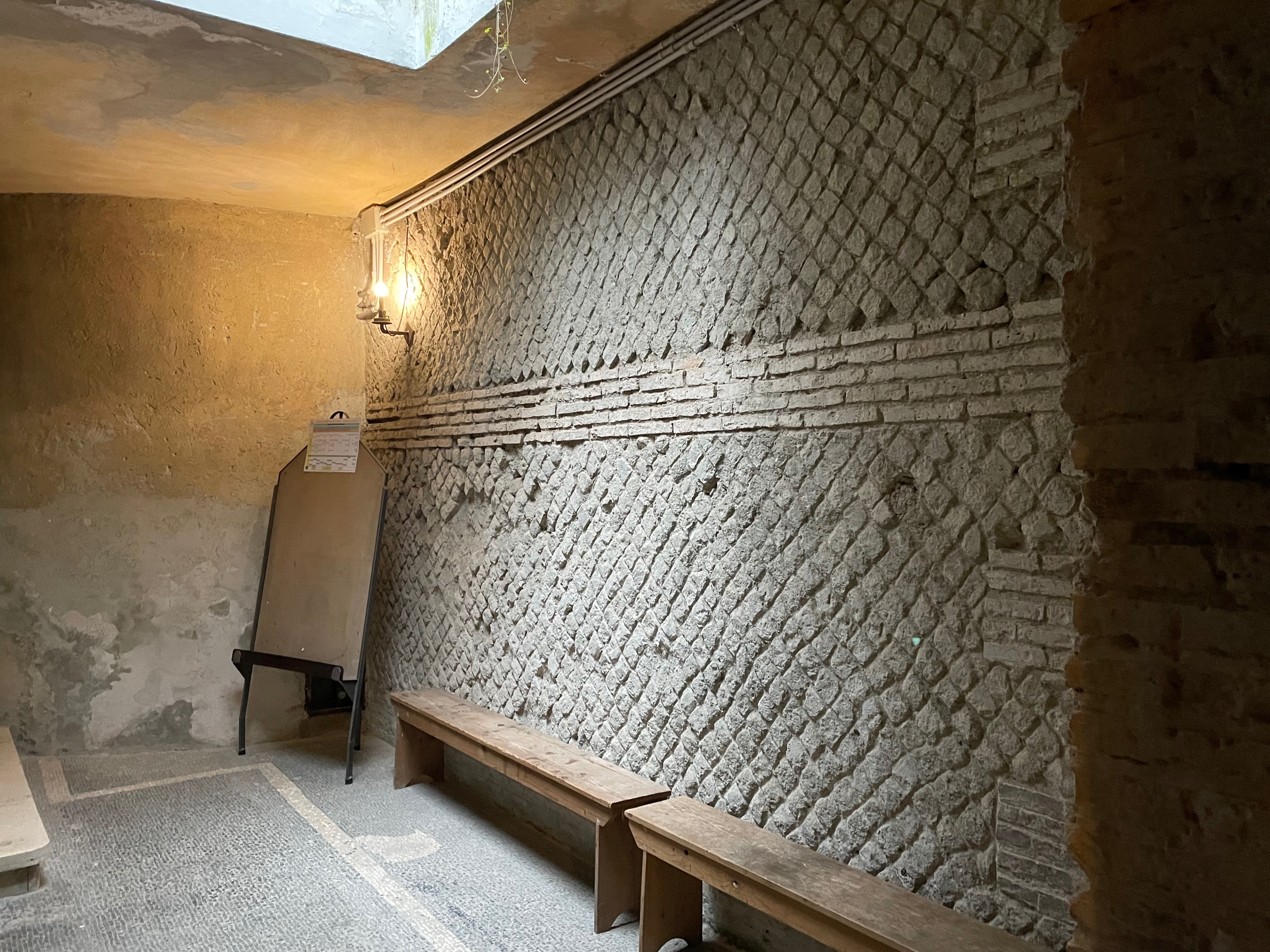
Murature romane nella sagrestia.

Nel marzo 1436 -o 1435- Albano, assieme a Castel Gandolfo, Castel Savello ed il Borghetto di Grottaferrata - tutti feudi della famiglia Savelli - fu rasa al suolo dalle milizie pontificie comandate dal cardinale Giovanni Maria Vitelleschi, durante una delle guerre tra papa Eugenio IV e le famiglie baronali romane. Successivamente, il 15 giugno 1444, le chiese ed i conventi distrutti e abbandonati furono concessi dallo stesso Eugenio IV ai religiosi girolamini della basilica dei Santi Bonifacio ed Alessio all'Aventino in Roma: tra essi, risulta anche il santuario della Rotonda con tutti i beni annessi e connessi.
Nei primi anni del Seicento, ci fu un grande fervore nel realizzare abbellimenti e nuovi altari nel santuario. Tuttavia, già durante la visita apostolica di monsignor Marco Antonio Tommasi, nel 1661, venne certificata una situazione di abbandono del santuario, la cui giurisdizione spettava ancora ai monaci girolamini della basilica dei Santi Bonifacio ed Alessio all'Aventino. Così il cardinale vescovo della sede suburbicaria di Albano Giovanni Battista Pallotta decise di impugnare la costituzione apostolica Instaurandae regularis disciplinae emanata nel 1652 da papa Innocenzo X -«super soppressione parvorum conventuum, ac prohibitione erigendi novos» (ovvero «sulla soppressione dei piccoli conventi e sul divieto di erigerne di nuovi»)-: pertanto il 6 agosto 1663 la Diocesi acquistò dai girolamini il convento ed alcune abitazioni circostanti al prezzo di 1250 scudi.
Nel 1667 il cardinale vescovo Ulderico Carpegna fece spostare la sede del locale seminario vescovile presso gli edifici acquistati dalla Diocesi accanto al santuario della Rotonda, dopo alcuni lavori di restauro. Ulteriori lavori all'interno del santuario furono effettuati con il finanziamento del cardinale vescovo Virginio Orsini nel 1673, il quale fece edificare la lanterna sull'occhialone centrale della cupola e fece rivestire di piombo la stessa.

#### Il Settecento
Papa Clemente XI, con Breve apostolico del 19 giugno 1708 concesse alla congregazione religiosa dei Chierici Regolari Poveri della Madre di Dio delle Scuole Pie -volgarmente detti Scolopi- la gestione del seminario vescovile e del santuario.
In occasione della visita di papa Benedetto XIII ad Albano, in margine al viaggio di ritorno da una visita apostolica a Benevento nel 1727, il cardinale Nicolò Maria Lercari fece edificare accanto alla sagrestia del santuario una cappella dedicata a san Filippo Neri: infatti, Benedetto XIII quando era arcivescovo di Benevento aveva affidato a questo santo la propria salvezza durante il terremoto del 1703.
Il 5 giugno 1728 monsignor Ranieri-Simonetti, canonico della basilica di San Pietro in Vaticano, incoronò solennemente l'immagine della Madonna della Rotonda, alla presenza delle autorità cittadine, del capitolo dei canonici regolari della cattedrale di San Pancrazio e delle autorità religiose locali.
Durante le carestie del 1755, del 1756 e del 1779 la tradizione popolare tramanda che molti si appellarono alla Madonna della Rotonda: in particolare, nel 1779 il grande afflusso di fedeli portò allo sconvolgimento dei gradini dell'altare.
Dopo l'occupazione francese di Roma, avvenuta il 9 febbraio 1798, e la conseguente proclamazione della Repubblica Romana il 15 febbraio, Frascati, Marino, Albano e Velletri si costituirono in altrettante repubbliche autonome gemellate con quella romana: come nell'aprile 1798 un commissario governativo si incaricò del recupero di tutti i preziosi del santuario di Santa Maria di Galloro in Ariccia, così avvenne anche al santuario della Rotonda, dal quale erano stati cacciati i religiosi scolopi in forza della soppressione degli ordini religiosi.

#### Ottocento e Novecento

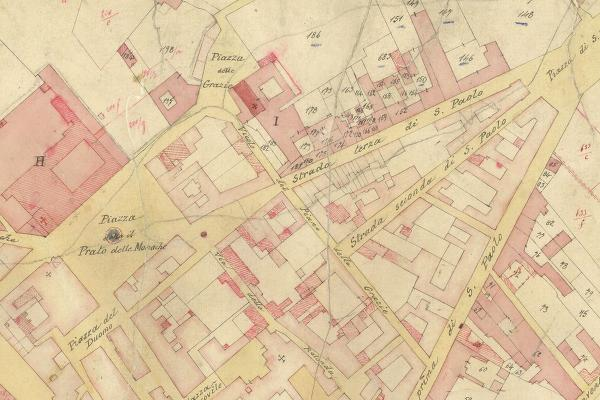
La zona del Tridente di Albano in una mappa del catasto Piano-Gregoriano (in vigore tra il 1815 ed il 1870 nei territori dello Stato Pontificio): in basso al centro, l'edificio contrassegnato da una croce greca è la Rotonda.

Nel 1801 la cura del santuario venne nuovamente affidata al clero diocesano.
Tra il 21 maggio ed il 5 dicembre 1829 ben 248 scosse di terremoto sconvolsero l'area dei Colli Albani: la popolazione di Albano, notando la scarsa entità dei danni alle persone ed agli edifici, pensò di attribuire ciò all'intercessione della Madonna della Rotonda, tanto che tra il 22 ed il 30 agosto di quell'anno si svolsero solenni celebrazioni per una nuova incoronazione dell'immagine presso la basilica cattedrale di San Pancrazio. Nel 1833 furono effettuati alcuni lavori di restauro e recupero dell'edificio, profondamente modificato rispetto all'originario aspetto romano e venne eseguita, fra le altre, una decorazione a guazzo, rinnovata in seguito nel 1883 perché rovinata.
Il cardinale vescovo della sede suburbicaria di Albano, Lodovico Altieri, nella relazione della visita ad limina del 15 dicembre 1864 al santuario, affermò che la Madonna della Rotonda era anche conosciuta come "Madonna del Suffragio". Il popolo albanense ricorse particolarmente all'intercessione della Madonna della Rotonda nell'Ottocento, nelle circostanze del colera del 1837, delle siccità del 1844 e del 1847, del terremoto del 1850, dell'epidemia crittogamica del 1855, delle grandinate del 1858 e del 1861, e per la devastante epidemia di colera del 1867, che mieté tra le sue vittime anche il sunnominato cardinale vescovo Lodovico Altieri.
Nel 1878 il cardinale vescovo Gustav Adolf von Hohenlohe-Schillingsfürst fece realizzare una nuova facciata per il santuario, di ordine dorico, progettata dall'architetto Mariano Salustri: nel frattempo all'interno del santuario venne rifatto il pavimento.
L'immagine della Madonna della Rotonda venne solennemente incoronata per la terza volta il 14 maggio 1905, presente il cardinale vescovo della sede suburbicaria di Albano Antonio Agliardi. La corona apposta sull'immagine nel 1829, assieme ad altri gioielli annessi e ad alcuni ex voto, erano stati infatti oggetto di un furto sacrilego nell'ottobre 1904. Anche nella vicina Marino la venerata immagine della Madonna del Popolo, conservata nella basilica di San Barnaba, fu oggetto di ben due furti sacrileghi in quegli stessi: per tale reato furono condannati a tre anni di reclusione tre anarchici del posto, ma non c'è alcun elemento provato per collegare i due furti di Albano e Marino.
I primi restauri in senso moderno del luogo di culto -ovvero non rifacimenti, ma opere tese a recuperare la struttura romana- risalgono al 1919, quando vennero recuperate le quattro nicchie laterali, portando alla luce dietro ad un tramezzo settecentesco o di inizio Ottocento gli affreschi trecenteschi della Storia della Vera Croce. Nel 1931 si venne a creare un comitato cittadino per promuovere i restauri alla cupola del santuario: la Regia Soprintendenza ai Monumenti per il Lazio fece eseguire dunque i primi lavori alla struttura, riscontrando tuttavia problemi notevoli nell'intero edificio. Tra il 1933 ed il 1934 venne elaborato un progetto organico di recupero dell'intero monumento per riportarlo all'originario aspetto romano: i lavori, di grande entità, andarono avanti dal 1935 al 1938. Si trattò di consolidare la cupola; di abbassare il pavimento riportandolo 3,30 metri sotto il piano stradale, al livello romano; di restaurare la cortina laterizia e di riprendere i costoloni in travertino che sorreggono la cupola; di sistemare l'abside e le nicchie laterali; di riportare alla luce gli affreschi trecenteschi oscurati nel corso dei secoli successivi.
L'altare maggiore del santuario rinnovato venne consacrato il 5 agosto 1938: tuttavia il santuario venne officiato ufficialmente solo il 25 luglio 1949 dal cardinale vescovo Giuseppe Pizzardo.
La città di Albano subì il primo e più massiccio bombardamento aereo alleato durante la seconda guerra mondiale il 1º febbraio 1944, assieme ad Ariccia: molti abitanti di Albano si affidarono con devozione alla Madonna della Rotonda perché li scampasse alle vicende belliche. I danni subiti dalla struttura del santuario furono stimati il 26 giugno 1944. Una successiva perizia sul santuario venne svolta il 20 luglio 1948 e risultò necessaria la copertura del tetto con una rete metallica e con infissi di legno, per prevenire le infiltrazioni di acqua piovana. Il 28 giugno 1949 venne svolta una perizia sul campanile romanico, che portò l'inizio dei lavori all'ottobre 1951. Gli interventi effettuati conferirono a tale elemento architettonico l'aspetto che possiede ancora oggi.
Nel 1960 il santuario venne chiuso a causa dell'umidità eccessiva -oscillante tra l'87% ed il 95%-, che danneggiava non tanto le opere d'arte quanto la salute dei fedeli. L'episodio ha rappresentato un caso interessante nell'ambito del risanamento igienico di edifici: infatti l'umidità inizialmente fu attribuita all'evaporazione della parete perimetrale per un'altezza di circa un metro e mezzo; in seguito, nuove analisi ne attribuirono la causa non solo alla parete perimetrale, ma soprattutto al pavimento antico -200 m² di superficie condensante-, situato dopo i restauri del 1935-1938 circa 3 metri sotto il livello stradale. La soluzione fu perciò eliminare l'antico pavimento musivo e sostituirlo con uno nuovo dotato di camera d'aria.
Nel 1979, a cura della Soprintendenza ai Monumenti per il Lazio, vennero eseguiti gli ultimi lavori di restauro ai cicli pittorici trecenteschi presenti nelle nicchie laterali.
Durante i lavori in occasione del Grande Giubileo del 2000 la chiesa fu restaurata ad opera dell'architetto Marco Silvestri. I lavori consistettero, oltre ai restauri interni le nicchie ed esterno le due facciate,  nella realizzazione della grande scala a lumaca posta nel campanile in sostituzione della logora scaletta "provvisoria" realizzata durante i lavori del Terenzio. La scala ha la caratteristica, unica nel suo genere, di non poggiare sul terreno ma di essere completamente sospesa rampa per rampa da tiranti di acciaio. In questo modo si è evitato di interferire con eventuali resti archeologici nel substrato ipogeo.

## Descrizione
(Giuseppe Lugli)

### Evoluzione
L'edificio è stato costruito con ogni probabilità sotto il regno di Tito Flavio Domiziano (81 - 96) ed apparteneva al complesso della villa di Domiziano a Castel Gandolfo, i cui ruderi sono in massima parte inglobati nelle attuali ville pontificie di Castel Gandolfo. Ce ne danno testimonianza, secondo l'archeologo albanense Giuseppe Lugli, due fistole acquarie rinvenute nel Cinquecento sotto il vicino Palazzo Savelli:
(CIL XIV, 02306)
(CIL XIV, 02311)

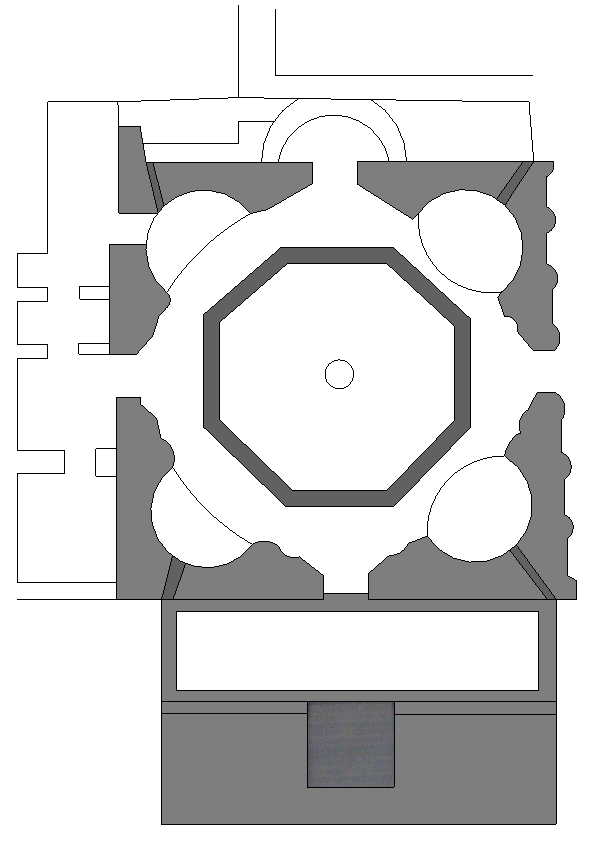
La pianta del santuario della Rotonda

Le fistole acquarie in questione, secondo la ricostruzione del Lugli, appartenevano all'impianto di scolo delle acque piovane dell'attuale santuario -all'epoca quasi certamente un ninfeo più che un tempio come proposto da alcuni archeologi- e si collegavano ad alcuni locali termali situati sotto gli attuali Palazzo Camerale e Palazzo Savelli, a loro volta collegati in età severiana con le imponenti Terme di Caracalla, le cui rovine ancora si elevano presso la stazione ferroviaria di Albano.
Al momento della sua costruzione, l'edificio si presentava all'interno con un cilindro inscritto in un cubo e coperto da una semisfera, il tutto interamente edificato in opus mixtum a somiglianza -ridotta in scala- del Pantheon di Roma.
Con l'edificazione, ai margini della villa di Domiziano a Castel Gandolfo, dei successivi Castra Albana sotto il regno di Settimio Severo, attorno al 183 davanti all'edificio originario venne edificato un'anticamera rettangolare, che ci permette di stabilire che l'ingresso alla costruzione era già quello attuale. Inoltre, attorno alla struttura quadrangolare della chiesa sorsero nuovi edifici, che crollarono con l'abbandono dei Castra Albana nel IV secolo e le cui rovine sono state rinvenute nel corso degli scavi del 1935-1938.
Nuovi lavori vennero effettuati in un periodo indeterminato tra l'VIII e l'XI secolo, in conseguenza della consacrazione dell'edificio romano in chiesa cristiana: il pavimento venne innalzato di 1,75 metri e venne aggiunta alla costruzione, che ne era originariamente priva, un'abside del diametro di 4,50 metri, i cui resti del pavimento a blocchi di marmo bianco sono stati rinvenuti negli scavi del 1935-1938. Solo attorno al XII secolo venne edificata l'abside attuale, come può affermare il Lugli analizzando le mensole in peperino e i mattoni a punta di diamante che lo costituiscono. Con il riadattamento in luogo di culto cristiano inoltre, le quattro nicchie romane vennero convertite in cappelle; nel Trecento il santuario si arricchì di cicli pittorici affrescati, come la Storia della Vera Croce e la Sant'Anna.
Dopo un periodo di forte decadenza, durato in tutto il periodo in cui il santuario fu posseduto dai monaci della basilica dei Santi Bonifacio ed Alessio all'Aventino in Roma, ovvero tra il 1444 ed il 1663, nel Seicento furono apportate molte modifiche alla struttura del santuario, con il rifacimento dell'edificio secondo il gusto dell'architettura barocca: il culmine di questa operazione si raggiunse con la copertura dell'occhialone centrale della cupola attraverso una lanterna, opera voluta nel 1673 dal cardinale vescovo Virginio Orsini.
Nell'Ottocento si ebbe un rinnovato interesse per l'architettura del santuario: alcuni lavori furono eseguiti in occasione della seconda incoronazione dell'immagine della Madonna, nel 1829, mentre nel 1878 vennero rifatti il pavimento e la facciata.
Tutti gli interventi estranei all'architettura romana e bizantina delle origini vennero cancellati durante i restauri del 1935-1938, che si prefissero l'obiettivo di riportare l'edificio alla sua originale purezza: perciò venne eliminata la lanterna seicentesca, i laterizi delle mura furono liberati dagli stucchi settecenteschi, vennero riaperte le nicchie laterali, il pavimento venne riportato al livello domizianeo -ovvero più di tre metri sotto il piano stradale-. La chiesa attualmente mantiene l'aspetto datole negli anni trenta, se si eccettua l'intervento di recupero fatto negli anni sessanta sul pavimento per arginare l'umidità del luogo di culto.

### Esterno

#### La facciata

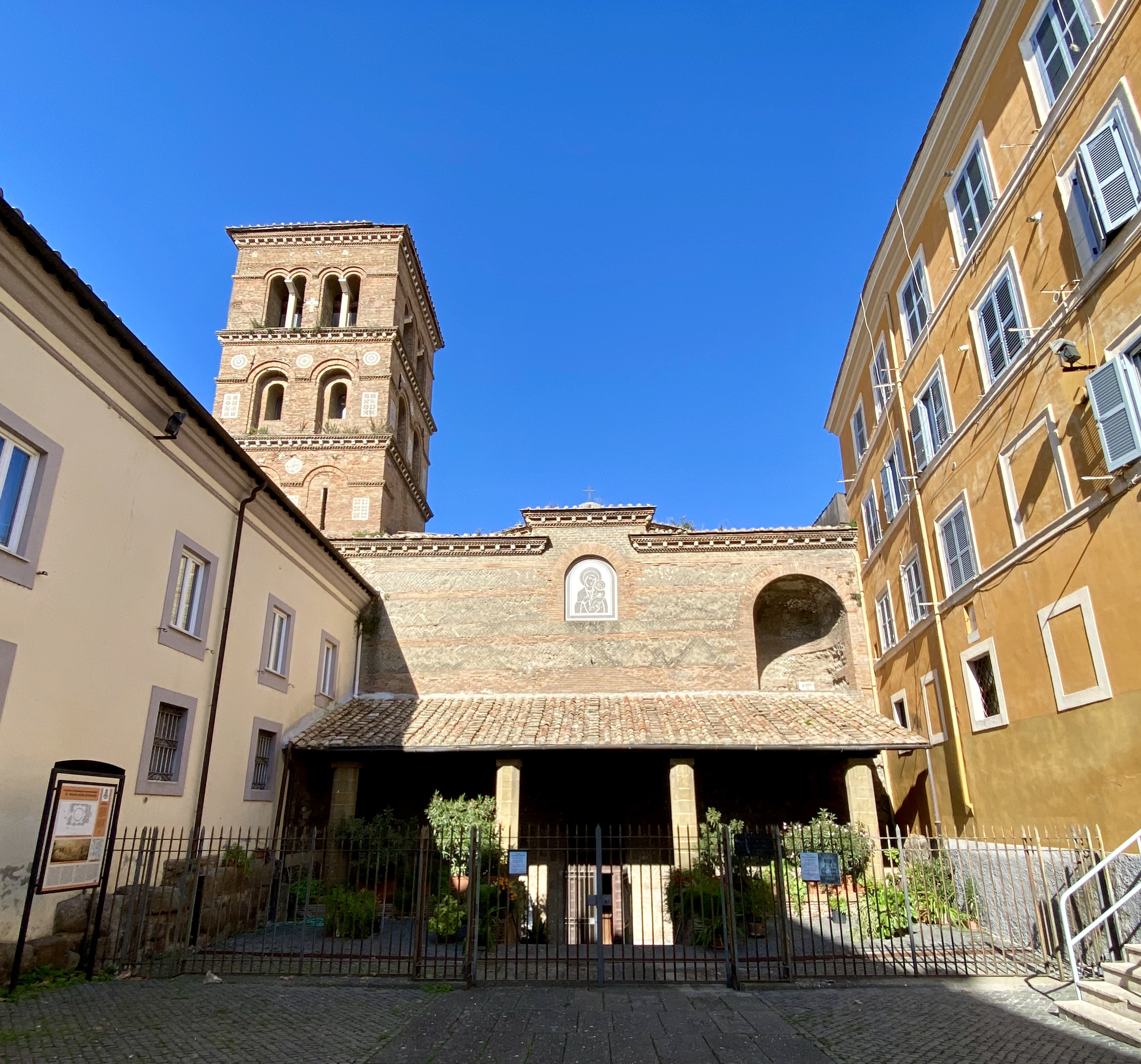
Particolare della facciata del santuario, ripristinata a seguito dei restauri del 1935-1938 (novembre 2020).

Nel Settecento, come ci mostra un'incisione del pittore Carlo Labruzzi (1748-1817), la facciata era semplicemente un muro intonacato sul quale si apriva una porta circondata da pregevoli trabeazioni marmoree romane; due di esse furono fotografate dal Lugli, mentre attualmente una di esse, delle dimensioni di 1,70 x 1,00 x 0,50 metri, sorregge la mensa dell'altare maggiore. Nel 1878 il cardinale vescovo della sede suburbicaria di Albano Gustav Adolf von Hohenlohe-Schillingsfürst contribuì economicamente, assieme alla comunità albanense e ai villaggianti facoltosi, alla realizzazione di una nuova facciata per il santuario, di ordine dorico, progettata dall'architetto Mariano Salustri. Questa facciata, alta 15 metri e larga 12, presentava in alto l'iscrizione in lettere di ferro:
Anche questa facciata venne demolita durante i restauri del 1935-1938, ed al suo posto venne realizzato un portico rettangolare di 16,30 x 4,35 metri, all'interno del quale è stato collocato nel 1954 il pavimento originale dell'edificio romano, a tessere musive bianche e nere con disegni di mostri marini.
La cancellata antistante il portico, realizzata dopo i restauri del 1935-1938, venne spostata all'indietro su autorizzazione dell'amministrazione comunale di Albano il 17 giugno 1977.

#### Il campanile
Il campanile, notevole esempio di architettura romanica databile all'inizio del Trecento, è stato ripristinato all'aspetto originario dopo i lavori di "ammodernamento" compiuti nel Seicento -quando fu coperto di stucchi- e nel 1708.
Il 12 ottobre 1949 ed il 2 luglio 1951 due perizie tecniche riscontrano la necessità di lavori di sistemazione della torre campanaria del santuario. Il 15 novembre 1951 viene firmato il contratto con l'architetto Perenzio e con la ditta Mengoni ed incominciano i lavori: si procede alla muratura dei buchi esistenti nella parte bassa del campanile, all'aggiunta delle piastrelle in stile cosmatesco ed al completamento del cornicione. Inoltre, viene sistemata la scala interna e vengono realizzate le grondaie.

### Interno
(Alberto Galletti)
L'interno, circolare, che prima dei restauri del 1935-1938 aveva un diametro di 15,60 metri, attualmente misura 16,10 metri di diametro: la circonferenza è rimasta invariata a 49,10 metri.

#### Le nicchie laterali

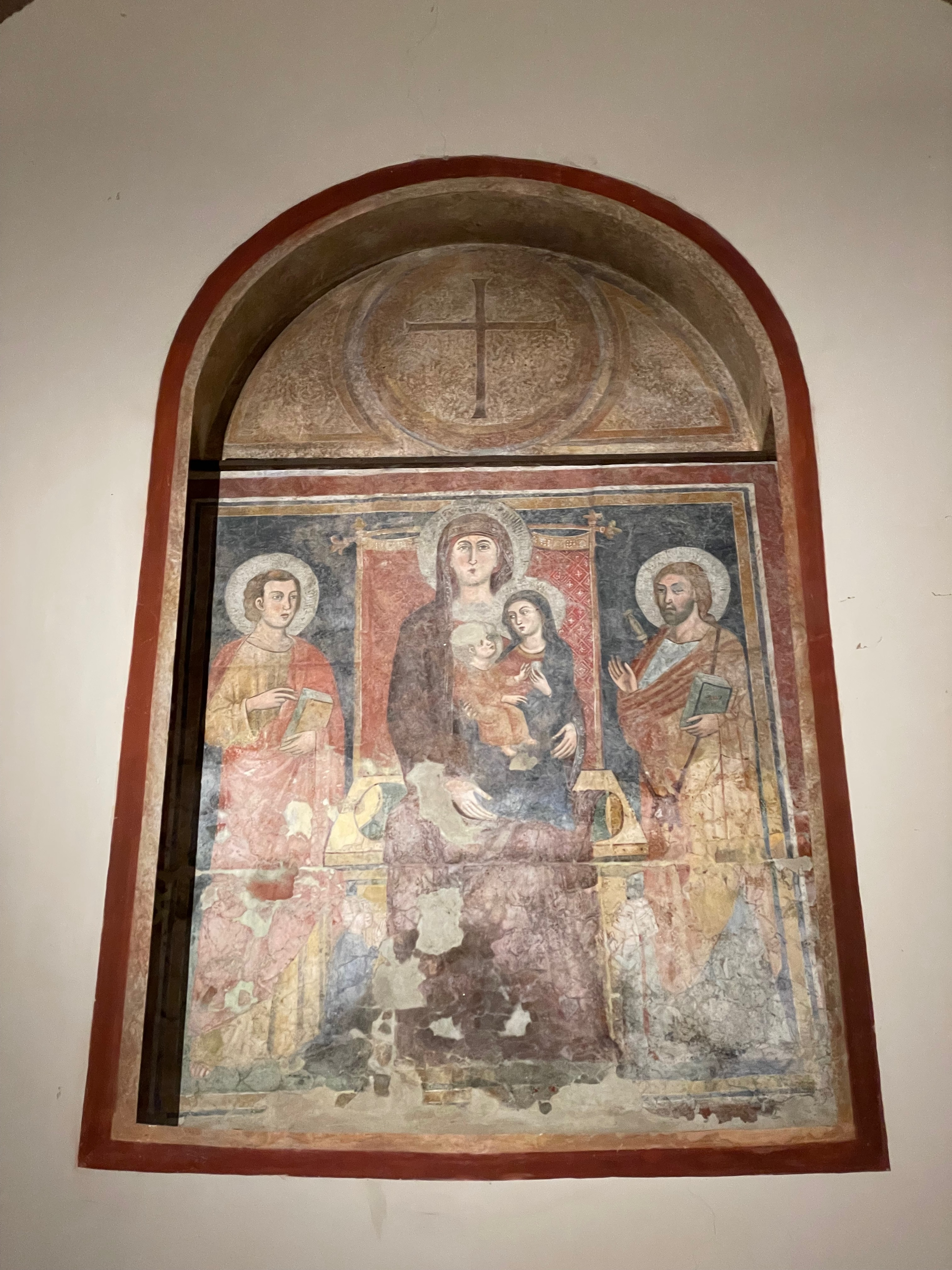
L'affresco della Sant'Anna (fine XIII-inizio XIV secolo).

Dopo i restauri del 1935-1938 si è riuscito a capire che le quattro nicchie laterali, collocate in corrispondenza delle diagonali dell'edificio, erano originariamente arricchite da un getto d'acqua che cadeva in quattro fontanoni con il pavimento a mosaico.
In età cristiana le quattro nicchie, progressivamente interrate, vennero adibite ad altari minori. Dopo la prima consacrazione del 1060, alcuni studiosi hanno ipotizzato che i quattro altari minori potessero essere dedicati ai quattro santi le cui reliquie furono riposte nell'atto della consacrazione, ovvero san Savino martire, san Silvestro I papa, san Saba ed i santi Giovanni e Paolo. Durante gli scavi del 1919 infatti venne individuata, alla profondità di circa 1,95 metri sotto il piano della chiesa di allora, una fila di quattro blocchi di marmo bianco ed uno di peperino larghi 60 centimetri, che potrebbero appartenere alla soglia di un altare cristiano.
In occasione della consacrazione del 1316, vennero effettuati nuovi cambiamenti alla destinazione d'uso delle nicchie: nella prima nicchia di destra dall'ingresso venne ricavata una cappella dedicata a sant'Elena Imperatrice, nella quale nel 1919 è stato rinvenuto il ciclo pittorico della Storia della Vera Croce. La prima nicchia di sinistra, invece, venne parzialmente murata per sorreggere il campanile; le restanti due nicchie furono murate ed adibite a vano di passaggio e sagrestia.
Nel corso del Seicento furono effettuati diversi lavori nelle nicchie: ad esempio nel 1616 il cittadino romano Lelio Santori fece edificare sulla parete destra del santuario un altare dedicato a san Carlo Borromeo. Le nicchie furono riportate all'aspetto originario solo nei primi decenni del Novecento e tale aspetto è quello conservato ancora oggi.
Il ciclo di affreschi della "Storia della Vera Croce"
Il catino absidale della prima nicchia sulla destra dell'ingresso è decorato con un ciclo di cinque affreschi che rappresentano la leggenda del rinvenimento della Vera Croce ad opera di sant'Elena.
Sopra ai cinque riquadri si trova un affresco (molto rovinato) di Cristo Giudice dentro un mandorlato, attorniato da angeli e santi (si riconosce san Paolo).
L'intera composizione è stata attribuita ad un ignoto maestro di scuola romana, e datata ai primi due decenni del XIV secolo.
Gli affreschi furono rinvenuti nel 1919, puliti e consolidati durante i restauri degli anni Trenta, e nuovamente puliti e restaurati ad opera della Soprintendenza nel luglio 1979.
L'affresco della Sant'Anna
Sempre sul lato destro rispetto all'ingresso, si trova un affresco raffigurante sant'Anna che sostiene Maria con il Bambino, su un trono di marmo con drappo colorato, attorniata da san Giovanni Evangelista e sant'Ambrogio. In basso, sono rappresentati due devoti.
L'affresco è stato oggetto di ripulitura e distacco negli anni Trenta.
L'opera è stata messa in relazione ai lavori di Pietro Cavallini, e considerata databile agli anni tra il 1293-1295 (affreschi di Santa Cecilia in Trastevere) ed il 1302 (affreschi di Santa Maria in Aracoeli). Il gruppo affrescato costituisce una rarità e può essere ritenuto un'invenzione originale dell'artista; l'opera rappresenta un importante documento della pittura medievale romana, a prescindere dall'attribuzione ad un autore noto.

#### La cupola
La cupola, della circonferenza massima di 49,10 metri, si presenta all'esterno con tre livelli di tetto spiovente, che culminano nell'occhialone centrale.
Nel 1673 il foro stesso venne chiuso da una lanterna, durante i lavori finanziati dal cardinale vescovo Virginio Orsini. La lanterna seicentesca venne smantellata con i restauri del 1935-1938.
L'ultimo lavoro alla cupola, riguardante la sistemazione della copertura tramite reti metalliche ed infissi di legno, venne disposto dopo la perizia del 20 luglio 1948.

#### Il pavimento

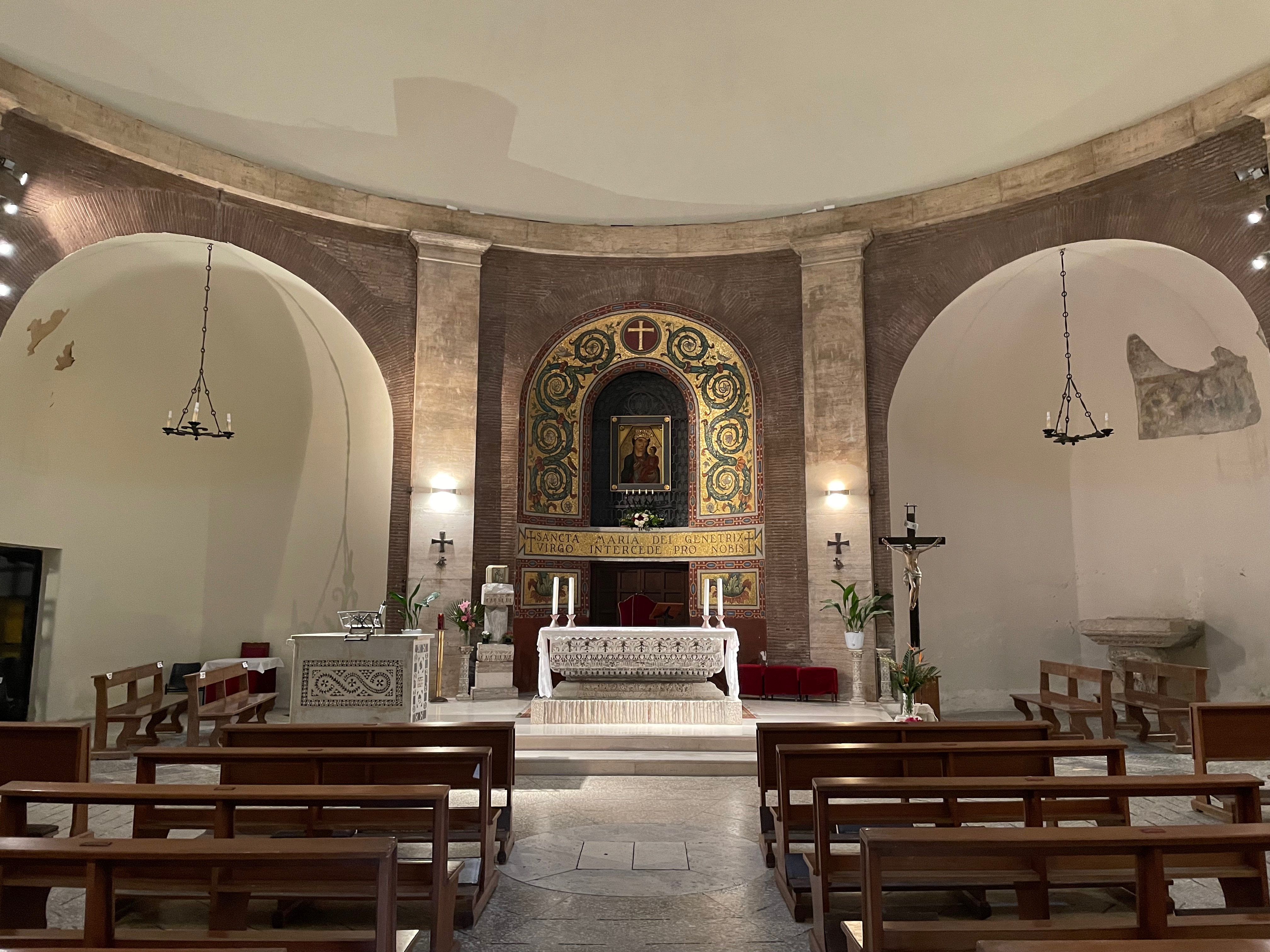
Interno del santuario (marzo 2022).

L'originario pavimento dell'edificio romano di età domizianea venne già coperto in età severiana, quando con il nuovo adattamento dell'edificio a locale termale fu realizzato un pavimento musivo -oggi spostato nel portico antistante l'ingresso principale- sopraelevato di 12 centimetri sopra al precedente. Tra la caduta dell'Impero romano d'Occidente e l'XI secolo, quando si ha menzione della prima consacrazione della chiesa, il livello del pavimento si alzò di circa 1,75 metri: nel riempimento, svuotato durante gli scavi del 1935-1938, sono stati trovati un'ara romana in peperino, uno strato di chicchi di grano abbrustoliti, addirittura una sepoltura di un legionario romano, che danno l'idea della molteplicità di funzioni che assunse l'edificio nel periodo fumoso dell'alto Medioevo.
Nel passaggio dei secoli tra la seconda consacrazione (1316) ed i sostanziali interventi di inizio Seicento il livello del pavimento risulta innalzato di 1,90 metri rispetto al pavimento che fu della chiesa originaria, dunque di oltre due metri dal pavimento romano: l'innalzamento del piano stradale circostante, infatti portò alla tendenza di annullare il dislivello tra piano della chiesa e piano della piazza antistante, che tuttavia ebbe come conseguenza il sostanziale occultamento delle nicchie laterali.
In occasione della seconda incoronazione dell'immagine della Madonna della Rotonda nel 1829, venne messo in opera un nuovo pavimento in laterizi, situato 25 centimetri più in alto del precedente seicentesco; questo pavimento venne occultato da un successivo pavimento messo in opera nel 1883 a cura dell'allora medico primario di Albano dottor Pietro Santolamazza. Questo pavimento, smantellato solo nel corso dei restauri del 1935-1938, era composto da mattoni di marmo bianco e nero inquadrati in ottagoni.
Come già accennato, nel 1935-1938 il piano di calpestìo della chiesa venne riportato all'originale piano di calpestìo di età domizianea, 3,30 metri più in basso del livello stradale: vennero rimessi in luce anche i mosaici severiani. Tuttavia, a causa della fortissima umidità dell'aria—oscillante tra l'87% ed il 95%-, nel 1960 la chiesa venne chiusa al culto e furono posti in opera lavori al pavimento per ovviare all'inconveniente. In luogo dei mosaici, che furono spostati nel portico antistante l'ingresso al santuario, venne realizzato l'attuale pavimento dotato di camera d'aria.

#### L'abside

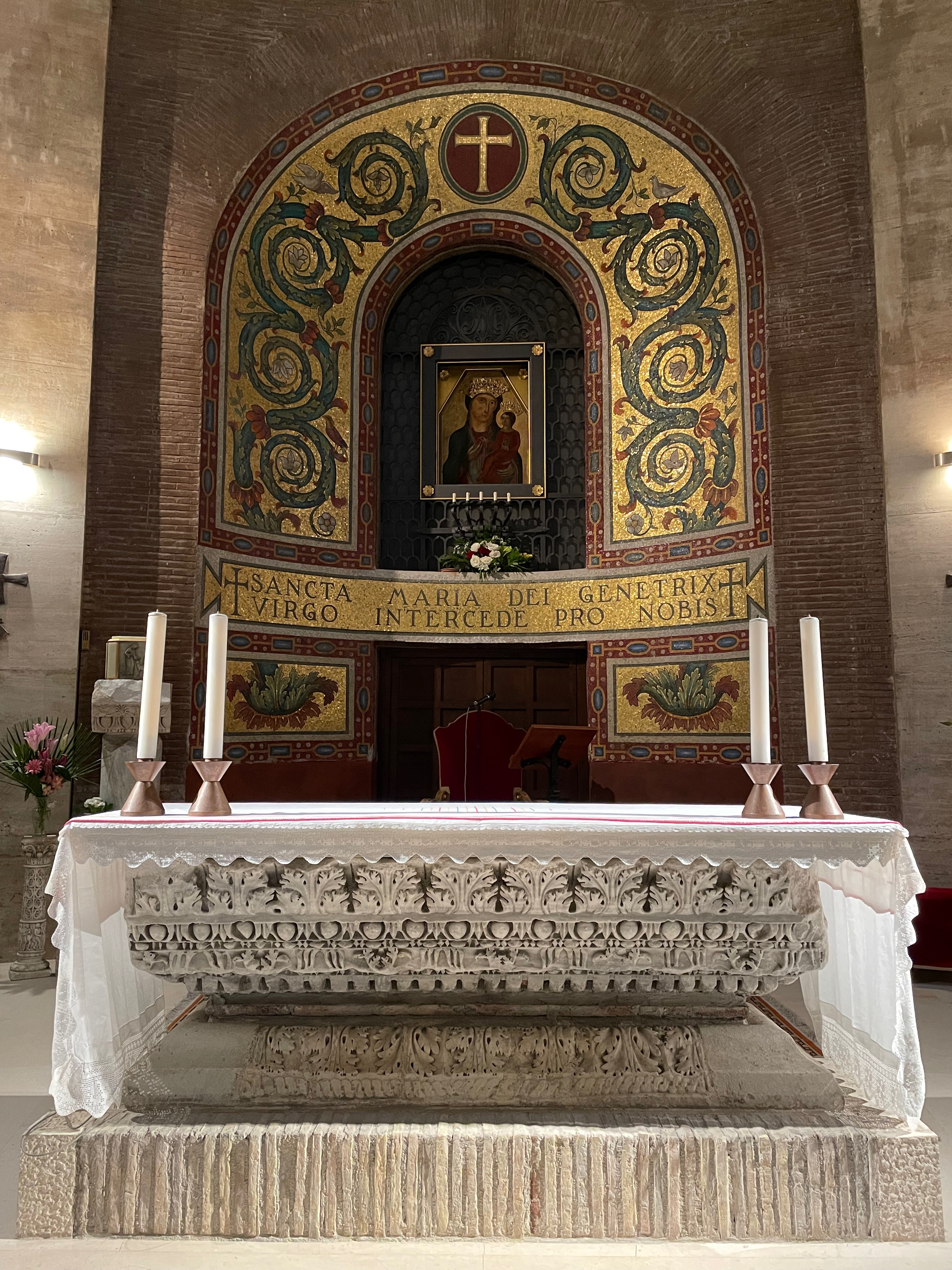
L'altare maggiore.

L'area absidale, elemento estraneo alla struttura romana originale, deve il suo aspetto attuale ai restauri del 1935-1938. Il presbiterio ha subito interventi nel Seicento -con la costruzione della "macchina" che sorreggeva l'immagine della Madonna della Rotonda- e poi nell'Ottocento. La "macchina" barocca che sosteneva l'immagine della Madonna era costituita da due colonne a tortiglione sorreggenti un timpano spezzato sul quale erano disposte, sdraiate, due statue di stucco raffiguranti la Fortezza e la Giustizia. Al centro del tutto, in una cornice di legno dorato sorretta da due angeli di stucco, c'era la venerata immagine mariana. L'altare maggiore seicentesco era in marmo bianco. Nel 1833 il cittadino romano Dionisio Baldini finanziò il rifacimento della balaustra e del pavimento del presbiterio, ed anche del ciborio e dei gradini dell'altare maggiore.
L'altare maggiore attuale, riconsacrato il 5 agosto 1938, è sostenuto dal sunnominato frammento marmoreo di cornice di età imperiale, che fino al 1878 fungeva da trabeazione della porta del santuario.
L'ambone è composto da una base di colonna attica sormontata da un capitello composito e da frammenti di cornici bizantine e romaniche, tutto materiale rinvenuto nello sterramento del santuario durante i restauri. Il fonte battesimale è un tronco di colonna in marmo nero, anch'essa rinvenuta nel riempimento del pavimento moderno.
Il mosaico a fondo dorato dell'arco della zona absidale è un'opera degli anni trenta del Novecento, eseguita dalla Scuola Vaticana del Mosaico su cartone del professor Biagio Biagetti, ispirata al mosaico trecentesco di Jacopo Torriti nell'abside della basilica di Santa Maria Maggiore in Roma.

#### La sagrestia

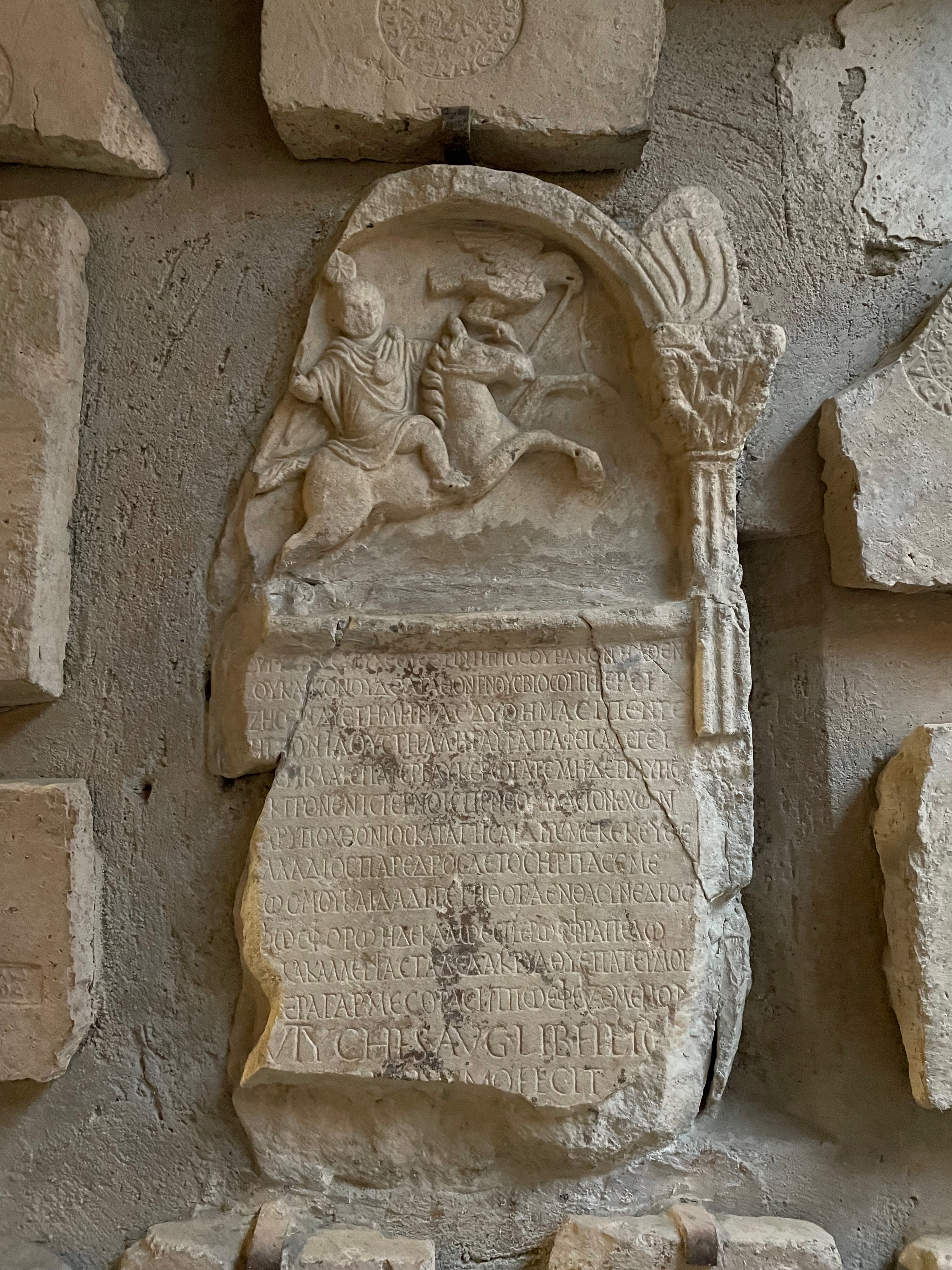
L'epigramma greco del bambino Eutyches.

La sagrestia venne aggiunta al ninfeo in età cristiana, probabilmente ricavata da un edificio attiguo al santuario. Già nei primi anni del Trecento venne allargata tramite la chiusura di una delle quattro nicchie laterali romane. Alla sagrestia venne aggiunta nel 1727, dietro iniziativa del cardinale Nicolò Maria Lercari, una cappella dedicata a san Filippo Neri.
Il 15 settembre 1965 l'amministrazione comunale di Albano propose un progetto per completare la sistemazione della sagrestia del santuario: tale progetto venne approvato il 25 ottobre dalla Soprintendenza. Attualmente nella sagrestia è allestito un piccolo antiquarium, nel quale sono conservati frammenti di sarcofagi ed iscrizioni sepolcrali dei soldati della Legio II Parthica e la stele funeraria con iscrizione in greco antico del bambino Eutyches, morto a due anni e trovato seppellito presso il santuario.

## Festività
Una festa della Madonna della Rotonda era celebrata probabilmente fin dall'XI secolo, ovvero dal momento della prima consacrazione del santuario a luogo di culto cristiano. Tuttavia, fu solo dopo l'epidemia di colera del 1867 che venne stabilito come giorno festivo dedicato alla Madonna della Rotonda la prima domenica di agosto, e tale ancora rimane.
Festività particolari si ebbero in occasione della prima incoronazione dell'immagine, avvenuta il 5 giugno 1728, della seconda incoronazione, nel 1829, per la quale si tenne una solenne novena nella basilica cattedrale di San Pancrazio tra il 22 ed il 30 agosto di quell'anno, e della terza ed ultima incoronazione, il 14 maggio 1905.